# Bythinella pyrenaica
Bythinella pyrenaica is een slakkensoort uit de familie van de Hydrobiidae. De wetenschappelijke naam van de soort is voor het eerst geldig gepubliceerd in 1861 door Bourguignat.